# Eckhard Fischer (Musiker)
Eckhard Fischer (* 1959 in Stuttgart) ist ein deutscher Geiger, Dirigent und Hochschullehrer.
Fischer studierte Violine bei Ricardo Odnoposoff an der Hochschule für Musik und Darstellende Kunst Stuttgart sowie bei Joseph Gingold an der Indiana University in Bloomington. Außerdem belegte er Kammermusik bei György Sebok, Leon Fleisher sowie dem Trio di Trieste. Meisterkurse absolvierte er beim Amadeus- und dem Melos-Quartett. Schließlich studierte Fischer noch Dirigieren bei Alexander Šumski.
1978 gewann Fischer den S-3 Musikpreis des SDR. Von 1979 bis 1983 war er Mitglied des Stuttgarter Streichquartetts (Christoph Poppen und Eckhard Fischer Violine; Dietmut Poppen, Viola; Manuel Fischer-Dieskau, Violoncello), mit dem er Wettbewerbe gewann, etwa den nach Karl Klingler benannten. 1985 gründete er mit Michael Hauber das Klaviertrio „TrioOpus 8“, mit dem er beim Mendelssohn-Wettbewerb in Berlin sowie in Bordeaux, Colmar und Florenz Preise errang.
Seit 1990 ist Fischer Professor für Violine an der Hochschule für Musik Detmold. Dort leitete er auch von 1996 bis 2009 das von Tibor Varga gegründete Detmolder Kammerorchester.

## Weblink
- Eckhard Fischer – Persönliche Homepage

| Personendaten    | Personendaten                                  |
| ---------------- | ---------------------------------------------- |
| NAME             | Fischer, Eckhard                               |
| KURZBESCHREIBUNG | deutscher Geiger, Dirigent und Hochschullehrer |
| GEBURTSDATUM     | 1959                                           |
| GEBURTSORT       | Stuttgart                                      |